# 칼룬보르시

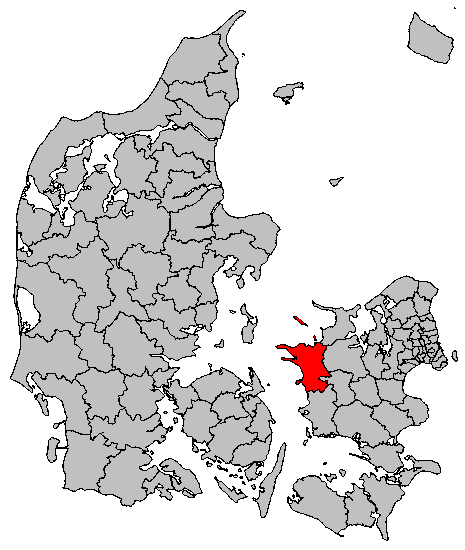
칼룬보르시의 위치

칼룬보르시(덴마크어: Kalundborg Kommune)는 덴마크 셸란 지역에 위치한 지방 자치체로 행정 중심지는 칼룬보르이며 면적은 604km2, 인구는 48,764명(2012년 1월 1일 기준), 인구 밀도는 81명/km2이다. 셸란섬 서부 연안에 위치한다.